# قلعه پاده

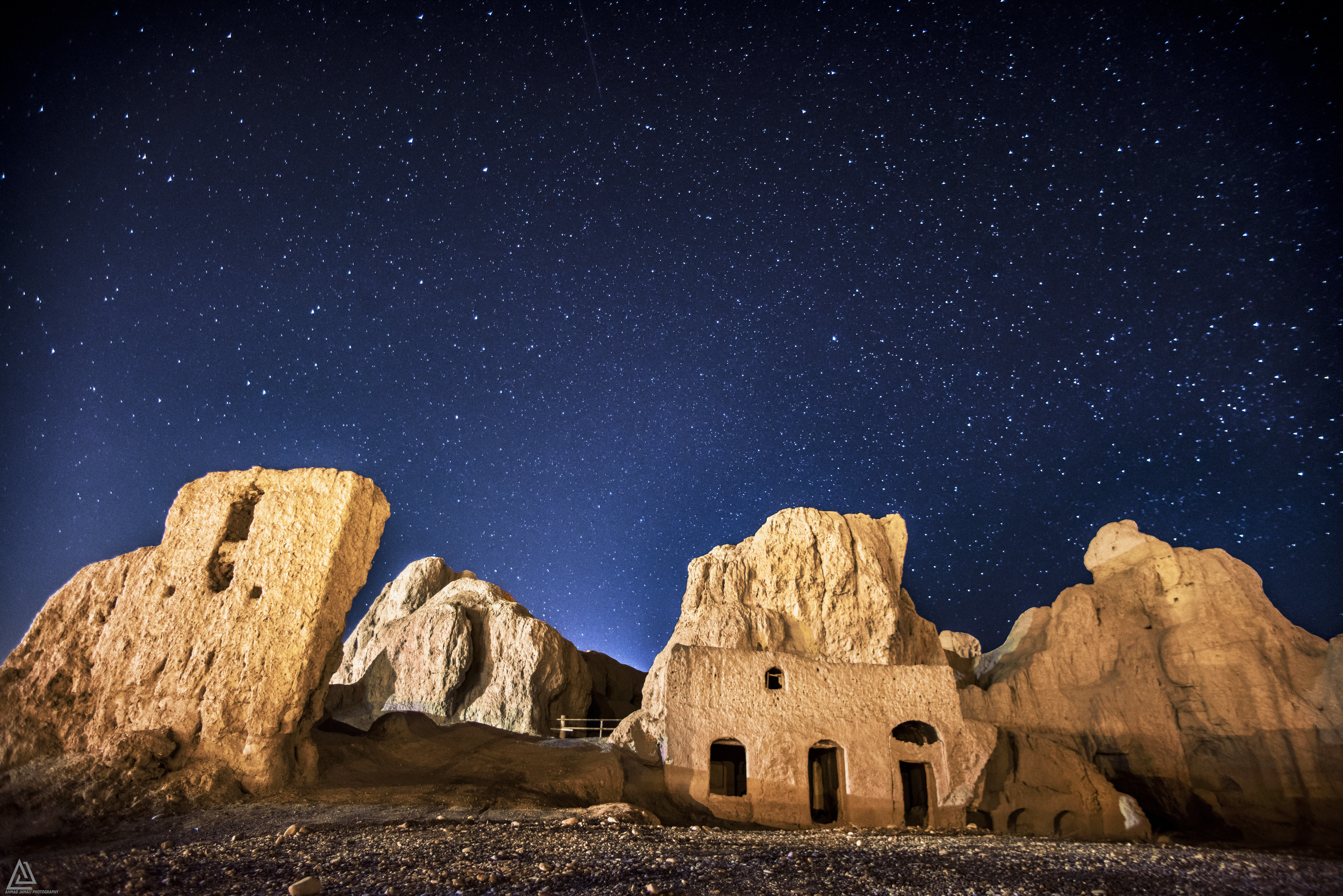
قلعه پاده در شب

قلعه پاده مربوط به دوران‌های تاریخی پس از اسلام است و در شهرستان آرادان، بخش آرادان، روستای پاده واقع شده و این اثر در تاریخ ۲۵ خرداد ۱۳۸۱ با شمارهٔ ثبت ۵۸۱۱ به‌عنوان یکی از آثار ملی ایران به ثبت رسیده‌است.
قلعه پاده در میان روستا قرار دارد و از آثار تاریخی روستاست که قدمتی طولانی دارد. تاریخ بنای قلعه پاده، به پیش از اسلام می‌رسد. این قلعه به شکل مدور بر روی یک محوطه بزرگ و بلند آبرفتی ایجاد شده‌است.
این قلعه بلند و باعظمت با مساحت بیش از یک هکتار از خشت و گل ساخته و در مرکز روستا واقع‌شده‌است. دو دورهٔ معماری پیش از اسلام و دورهٔ اسلامی را پشت سر گذاشته، که دوره اسلامی آن به قرن ۱۳ هجری می‌رسد. این قلعه به شکل مدور بر روی یک محوطه بزرگ و بلند آبرفتی ایجادشده است.